# Shannon Vreeland
Shannon Vreeland (St. Louis, 15 de novembro de 1991) é uma nadadora norte-americana.
Ganhou uma medalha de prata na Universíada de 2011. Participou do revezemento 4x200m livres dos EUA que foi medalha de ouro nos Jogos Olímpicos de Londres 2012.